# 因特拉尼亞 (提契諾州)

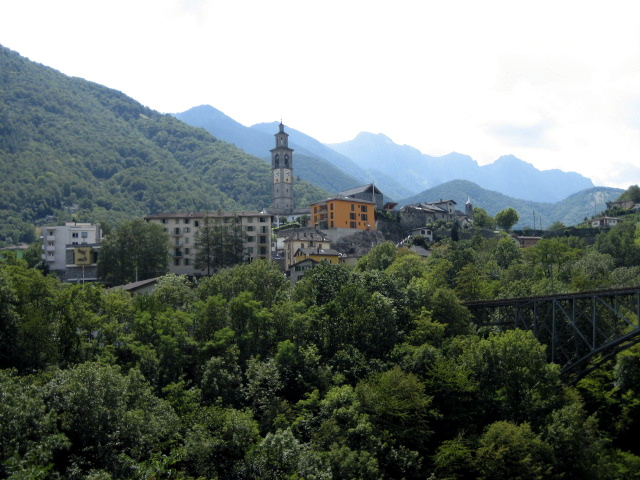

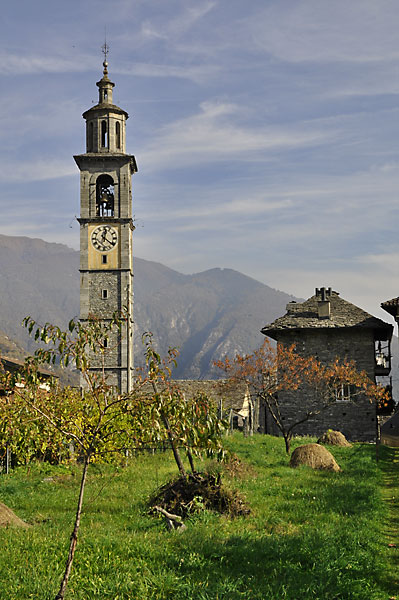

因特拉尼亞是瑞士的城鎮，位於該國南部，由提契諾州負責管轄，面積24.1平方公里，海拔高度366米，2004年人口885，人口密度每平方公里37人。

## 外部連結
- Official website